# Пърси Фосет
Пърсивал Харисън Фосет (на английски: Percival Harrison Fawcett) е английски географ, топограф, археолог, изследовател на Южна Америка. Полковник от артилерията на британската армия.

## Произход и младост (1867 – 1906)
Роден е на 18 август 1867 г. в Торки, Девън, в семейството на Едуард Фосет, член на Кралското географско дружество и Мира Елизабет. Вероятно от баща си малкият Пърси наследява любовта към пътешествията.
Ученическите си години прекарва в училище в Нютън Абът, а след това постъпва в Кралската военна академия в Уулвич, графство Девъншир. През 1886 г. е назначен в Британската кралска артилерия като офицер и служи в Тринкомали, Цейлон, където през януари 1901 г. среща бъдещата си съпруга Нина Агнес Патерсън. Те имат двама сина – Джак (роден 1903) и Брайън (1906 – 1984). По време на близо двадесетгодишния си престой там до 1904 г., извършва няколко пътувания във вътрешността на острова и се запознава с местните обичаи и паметници на културата. Увлича се по платноходен спорт и сам конструира две яхти. Усилено изучава топография и геодезия и извършва няколко топографски снимки на части от острова. През 1904 г. е назначен на служба на ирландския остров Спайк.

## Експедиционна дейност (1906 – 1925)

### Демаркация на границите на Боливия с Бразилия, Парагвай и Перу (1906 – 1910)
По време на службата си на остров Спайк, Фосет е силно угнетен от затвореното пространство, в което се намира. Когато през 1906 Кралското географско дружество му предлага да замине за Боливия, която се обръща с молба към дружеството да изпрати опитен топограф за демаркация на спорните гранични участъци с Бразилия и Перу, той с радост се съгласява. Тези райони, от които никой не се интересува дотогава, с началото на каучуковия бум, стават притегателен център за мнозина. Така започва неговото първо запознанство с Южна Америка, което продължава през следващите двадесет години от живота му преди да изчезне безследно във вътрешността на континента.

През май 1906 г. отплава от Англия, а през юни, вече като ръководител на смесената боливийско-бразилска комисия по демаркацията на границата между двете страни отпътува от Ла Пас на североизток към река Бени. През следващите четири години Фосет и неговите сътрудници извършват топографска снимка и демаркация на границата между двете страни по реките Акри и Абунан и техните междуречия. Изследва и картира горните течения на реките с техните притоци и открива неизвестната дотогава река Явериха. Заедно с преките си задължения живо се заинтересува от етнографските и социално-икономическото състояние на местните индиански племена и вероятно по това време се заражда неговата мания за откриването на неизвестна индианска цивилизация, за която се носят слухове в тези райони. Ето какво пише по този въпрос през 1910: 
| „ | Ако имам възможност да взема със себе си по-голям или по-малък въоръжен отряд, то ще повторя това, което е извършил Гонсало Писаро, извършил тежкия поход от Кито до Амазонка. Ще търся и вероятно ще намеря тази тайнствена индианска цивилизация, за която се носят слухове сред местното население и, която е търсена няколко столетия без да бъде открита. | “ |

След като се завръща от боливийско-бразилската граница в Ла Пас, боливийското правителство, доволно от неговата работа, му предлага да продължи демаркацията на страната на изток, с Парагвай. В резултат от неговата дейност в тази част на Южна Америка са геодезически заснети и картирани огромни почти безлюдни райони, като са открити и изследвани множество нови реки и възвишения.
След завършването и на тази експедиция Фосет получава ново, вече частно предложение от боливийското правителство – демаркация на границата с Перу. За да го приеме обаче, Фосет трябва да напусне армията, тъй като британското командване не е съгласно да служи на чужда държава. Особено щателно и детайлно Фосет заснема и картира граничната река Хит. Освен това там се сблъсква с индиански племена непознати все още на европейците в географско и етнографско отношение. Изследва и описва флората и фауната по течението на реката и се запознава с индианското племе гуарайо, като установява мирни отношения с него.

### Нови експедиции в Южна Америка (1911 – 1925)
През 1911 г. Фосет се отказва от по-нататъшното си участие в пограничните комисии и решава да се отдаде на своята цел-мания – търсене на митичната индианска цивилизация. Той дълго събира и тълкува произволно индианските легенди и предания и предаващите се от поколение на поколение от „потомците на конкистадорите“, и решава, че в основата им лежи реален факт – наличието в басейна на Амазонка „изгубен свят“, заселен с неизвестна древна цивилизация.
През 1920 г. в Националната библиотека на Рио де Жанейро Фосет попада на документ, наречен Ръкопис 512. Той бил написан през 1753 г. от португалски изследовател. Според документа в региона на Мато Гросо, в тропическите гори на Амазонка той открил град-крепост, който напомня на древногръцки. В ръкописа се описва загубен град с многоетажни здания, издигащи се каменни арки, широки улици, водещи към езеро, където изследователят видял двама бели индианци в канута.
През 1921 г. Фосет се впуска в първата от своите експедиции в търсене на т. нар. от него – загубен град Z, в труднопроходимите райони на Мато Гросо, на границата на Боливия, Бразилия и Парагвай. Екипът му понася много трудности в джунглите, в обкръжението на опасни животни, хората боледували от тежки болести.
През април 1925 г. предприема последната си експедиция, в която участва и неговият 21-годишен син Джак. Този път добре се подготвя и получава повече финансиране от вестниците и обществото, включително Кралското географско общество и фамилията Рокфелер. На 29 май обаче Фосет изчезва, а след него остава само неговият компас, открит няколко години по-късно, а никой така и не разбира какво се е случило с авантюриста. В последното писмо до вкъщи, донесено от човек от неговия екип, Фосет написва послание на жена си Нина: „Надяваме се да преминем през тази област за няколко дни… Не се страхувай от неуспех.“ Това се оказва последното му съобщение към жена му и към света.

## Търсене на изчезналата експедиция
След изчезването на Фосет са предприети 13 експедиции за неговото търсене, които обаче не намират косвени доказателства за смъртта му. Най-мащабната от тях е тази на американецът Джордж Дайът, която преминава по неговия заплануван маршрут, но също не успява да открие доказателства за смъртта му.
Неговите роднини до средата на ХХ век не губят надежда да намерят Фосет и спътниците му или в крайна сметка да изяснят съдбата им. Периодично в американски и английски вестници се появяват сензационни съобщения, че в този или онзи затънтен район на Бразилия сред изостанали индиански племена е видян човек от европейски тип, облечен и живеещ като индианец, даже станал техен вожд. Чак в края на 50-те години на ХХ век големия син на Фосет заявява, че баща му, брат му и спътниците им, очевидно, отдавна са загинали и той счита, че по-нататъшните търсения са безнадеждни.

## Популярна култура
През 2017 г. режисьорът Джеймс Грей прави своя дебют с филма Изгубеният град Z.